# 松竹駅
松竹駅（しょうちくえき）は台湾台中市北屯区にある台湾鉄路管理局（台鉄）台中線と台中捷運（台中MRT、台中メトロ）緑線の駅。
台中線の駅は台鉄捷運化政策により新設され、2018年秋に開業。区間車のみが停車する。併設される捷運駅とは個別の駅舎に分かれているが、共同連絡通路が設置される。

## 歴史

### 台鉄
- 2006年2月13日 - 行政院で当駅（当時の呼称は豊南駅）新設を含む「台中都会区鉄路高架捷運化計画（中国語版）」が承認される[2]。
- 2009年10月16日 - 高架化事業着工[3]。
- 2010年8月31日 - 当駅を含むCCL-331工区起工[4]。
- 2012年7月22日 - 駅舎起工[5]。
- 2016年10月16日 - 台中線高架区間開通[6]。
- 2018年10月28日 - 開業[7][8][9]。

### 捷運
- 2013年3月15日 - 当駅を含む工区起工[10](pp4-5)。
- 2020年
  - 11月16日 - プレ開業（12月15日まで4週間無料）[11]。
  - 11月22日 - 車両点検のため全線プレ開業中止[12]。
  - 12月19日 - 正式開業予定[11]。
- 2021年
  - 3月25日 - プレ営業再開（4月23日までの30日間はIC無料。4月24日は運休）[13]。
  - 4月25日 - 正式開業[14]。

## 駅構造

### 台湾鉄路管理局
相対式ホーム2面2線の高架駅(p37)。コンコース階は捷運駅との連絡通路が設けられている(p39)。

#### 駅階層

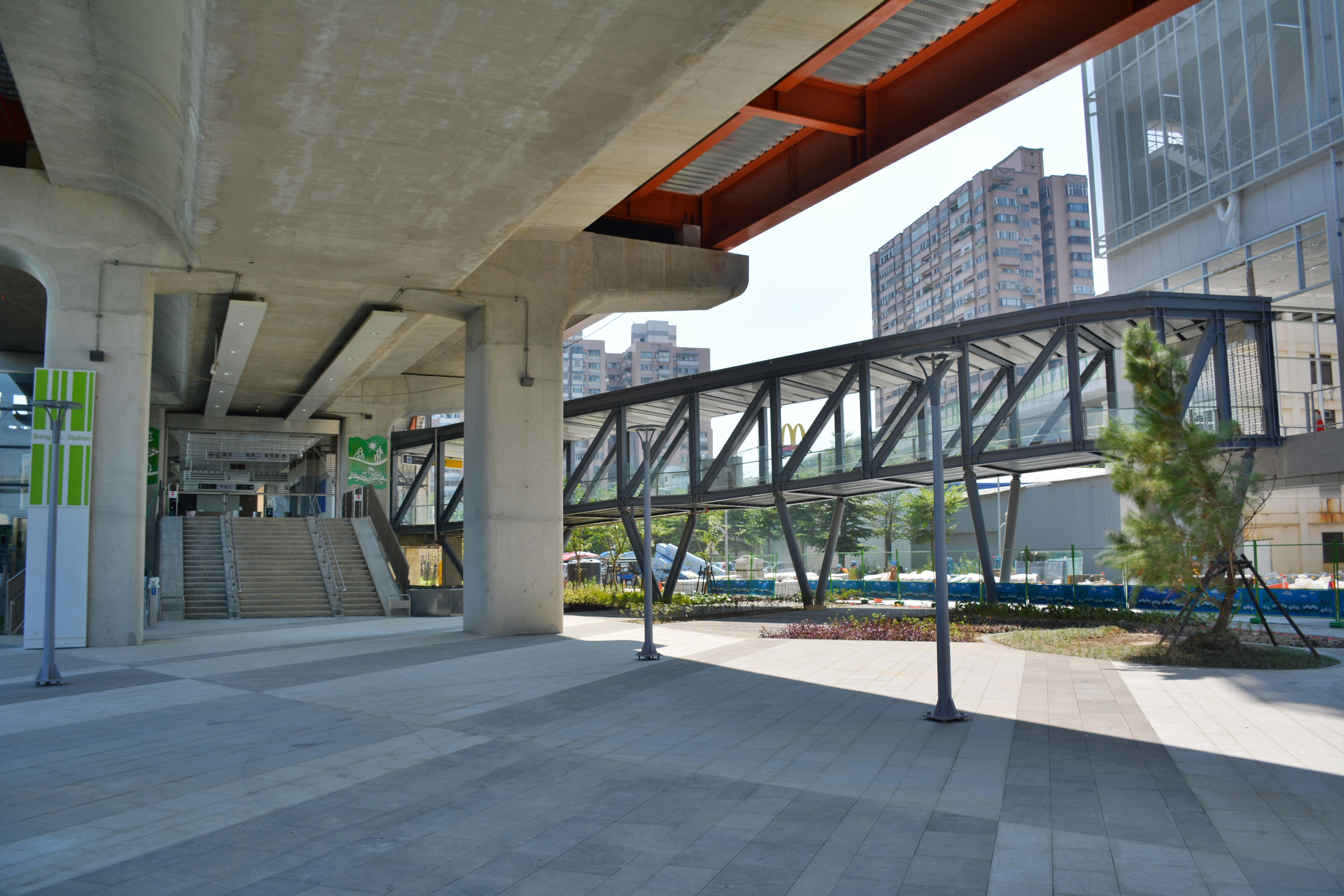
出入口と捷運連絡通路

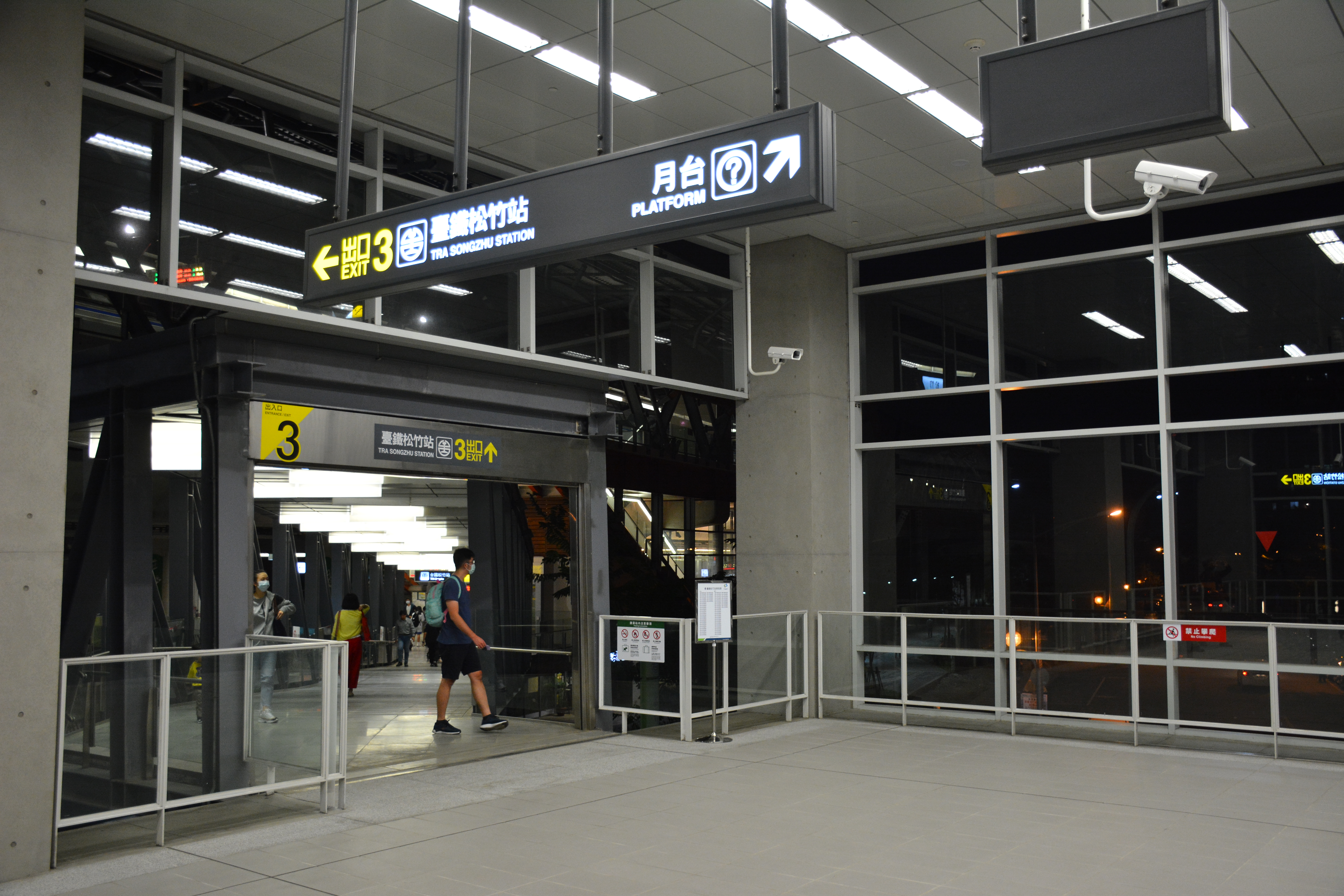
台鉄連絡通路

| 地上 三階                      |                                     |                                                                      |
| 相対式ホーム、左側のドアが開く |                                     |                                                                      |
| 1番線                          | →■台中線 台中・彰化方面（太原駅）→  |                                                                      |
| 2番線                          | ←■台中線 豊原・新竹方面（頭家厝駅） |                                                                      |
| 相対式ホーム、左側のドアが開く |                                     |                                                                      |
| 地上 二階                      | コンコース層                        | コンコース、自動券売機、改札口、エスカレーター、トイレ、捷運連絡通路 |
| 地上 一階                      | 出入口                              | 出入口                                                               |

- 出入口と捷運連絡通路

### 台中捷運
相対式ホーム2面2線の高架駅(p91)。駅舎は長さ72.3メートル、幅24.5メートル、ホーム地上高は本路線全駅中で最高の19.55メートル。ホームは4階、コンコースは三階にあり、コンコースからは連絡通路で台鉄駅コンコース階とつながっている。

#### 駅階層
| 地上 四階                      |                                             |                                                                    |
| 相対式ホーム、右側のドアが開く |                                             |                                                                    |
| 2番線                          | ←■緑線 市政府・高鉄台中站方面（四維国小駅） |                                                                    |
| 1番線                          | →■緑線 北屯総駅方面（旧社駅）→              |                                                                    |
| 相対式ホーム、右側のドアが開く |                                             |                                                                    |
| 地上 三階                      | コンコース層                                | 出入口、コンコース、自動券売機、自動改札機、エスカレーター、トイレ |

- 台鉄連絡通路

#### 駅出口（捷運）
- 出口1（西側）：旧社公園[21]
- 出口2（東側）：北屯路[21]
- 出口3（東側）：台鉄連絡通路[21]

## 利用状況
台鉄
| 年   | 年間    | 年間    | 年間    | 年間   | 1日平均 | 1日平均 |
| 年   | 乗車    | 下車    | 乗降計  | 出典   | 乗車    | 乗降計  |
| ---- | ------- | ------- | ------- | ------ | ------- | ------- |
| 2018 | 51,233  | 54,356  | 105,589 | [ 22 ] | 788     | 1,624   |
| 2019 | 372,263 | 385,496 | 757,759 | [ 23 ] | 1,020   | 2,076   |
| 2020 | 408,425 | 408,785 | 817,210 | [ 24 ] | 1,116   | 2,233   |
| 2021 | 436,812 | 433,990 | 870,802 | [ 25 ] | 1,197   | 2,386   |

## 駅周辺

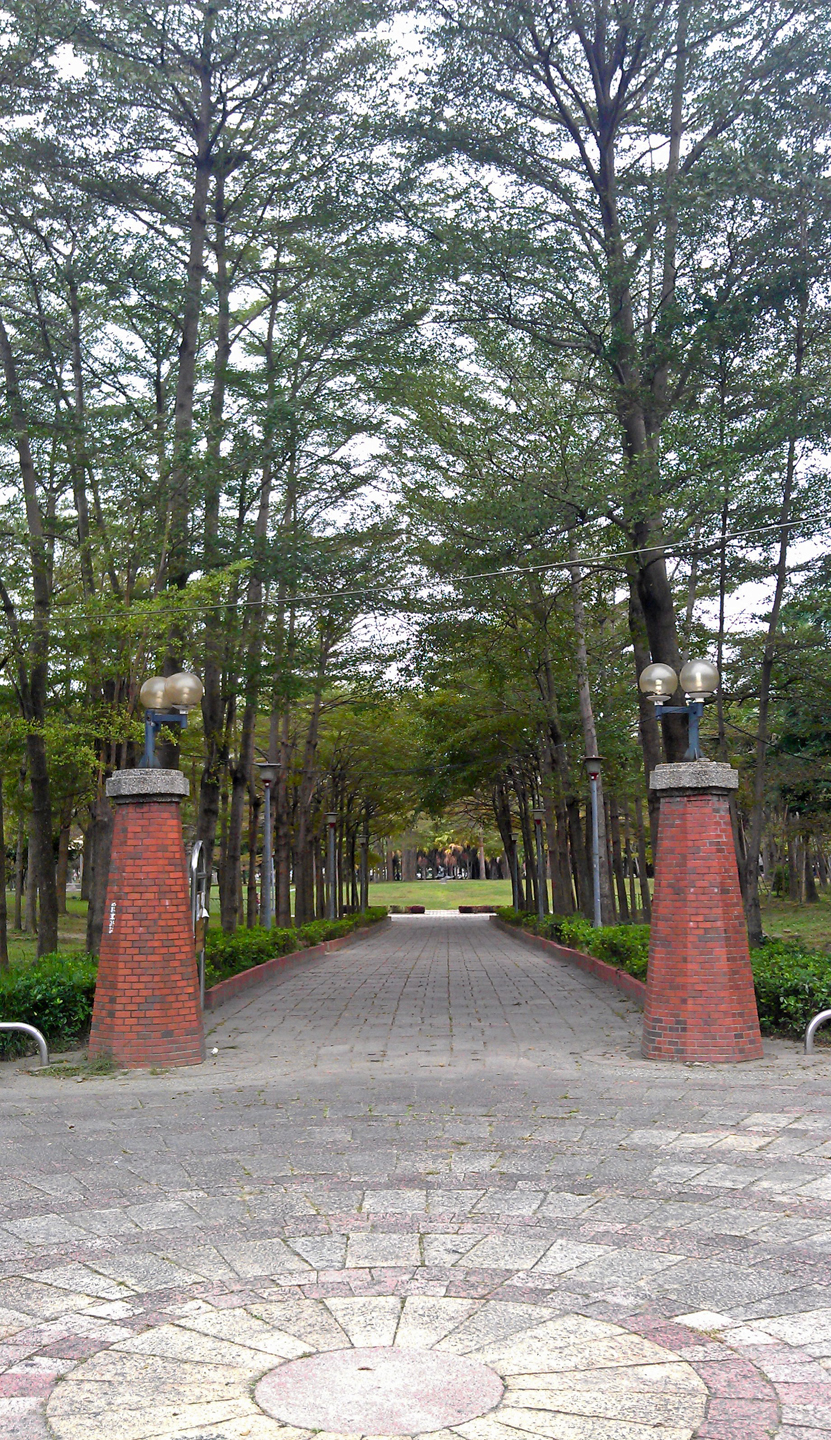
旧社公園（中国語版）
- 松勇公園
- 興安路商圈
- 松竹市場
- 一點利黄昏市場
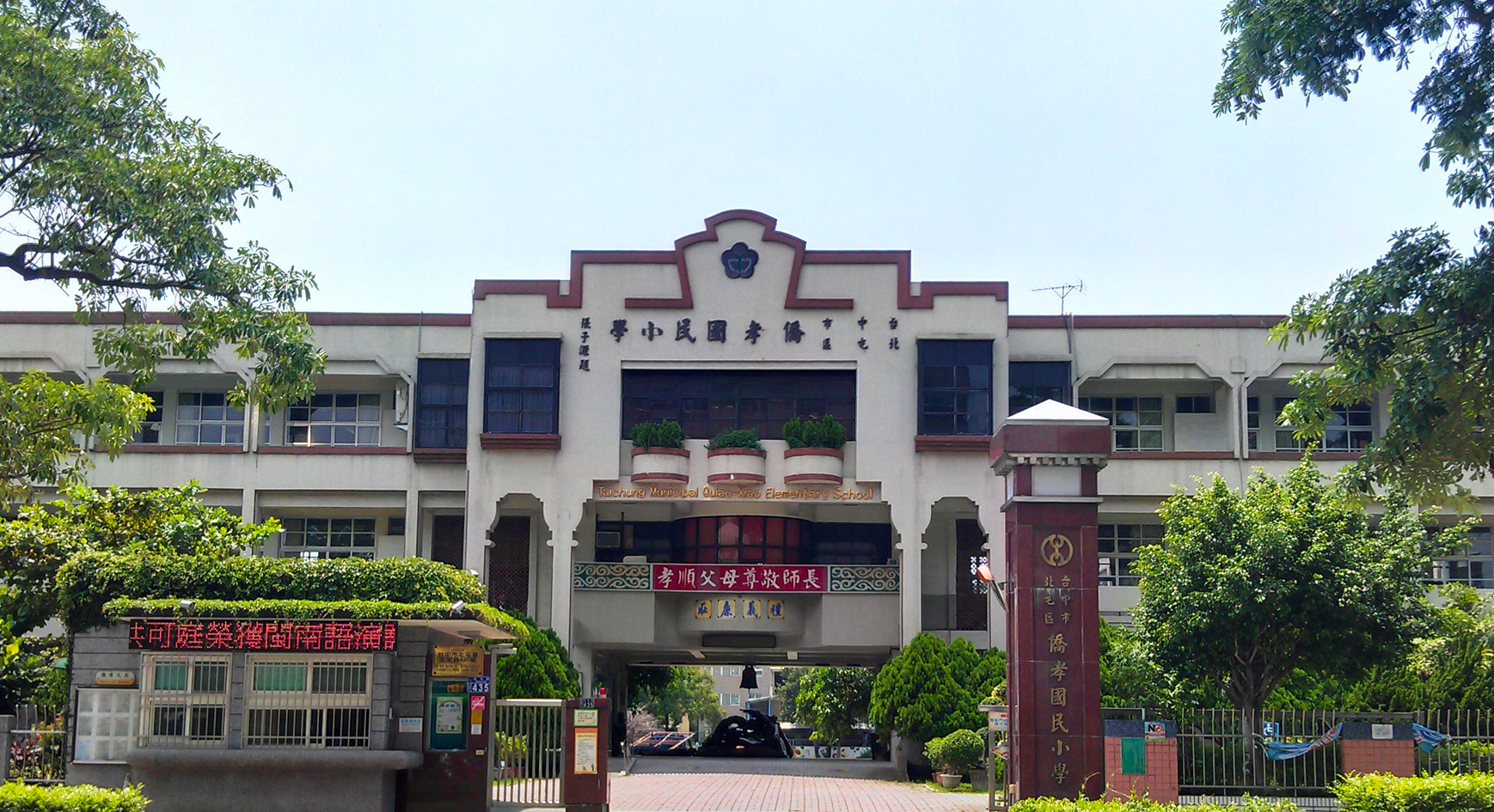
北屯路（中国語版）
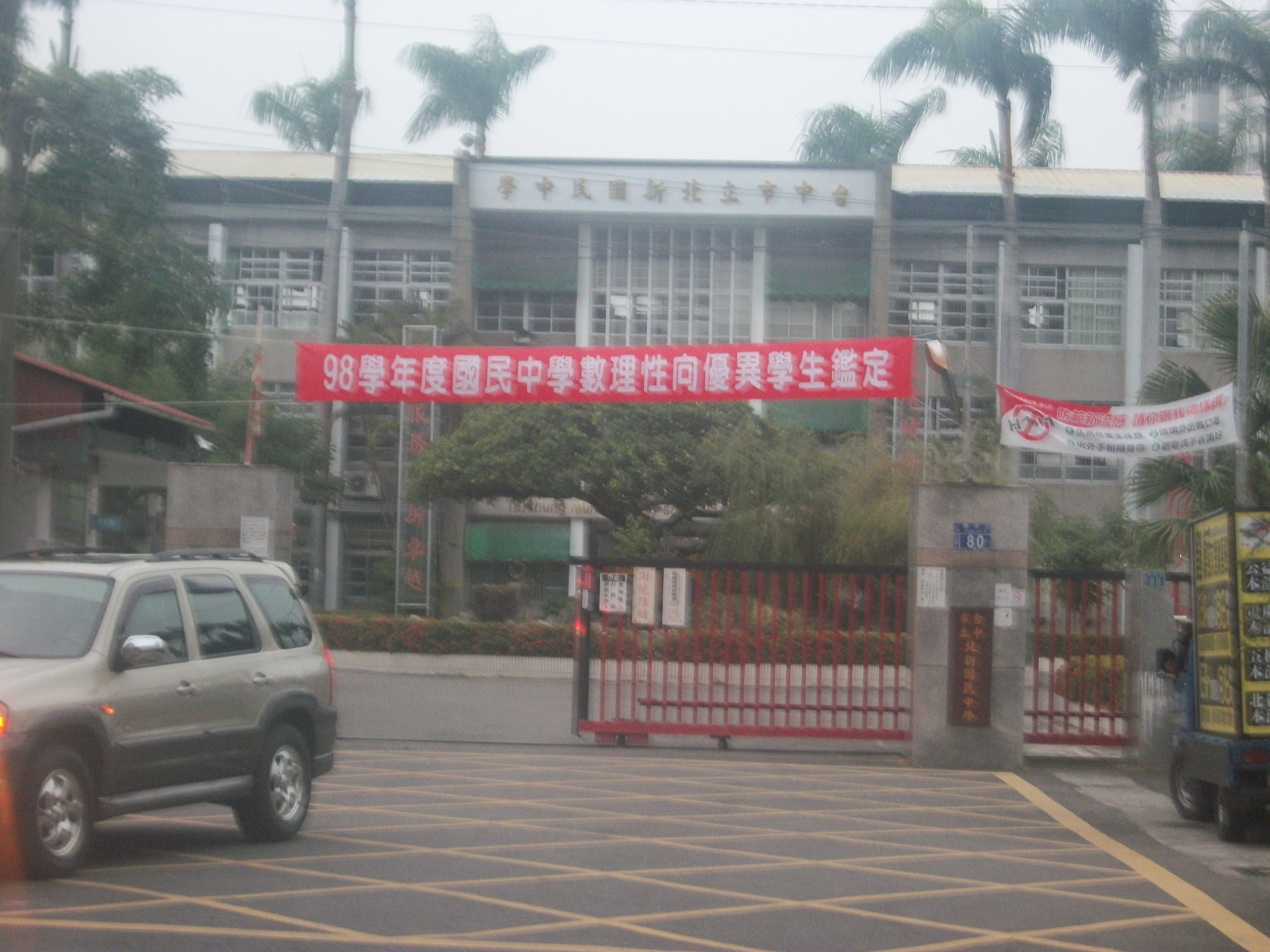
松竹路（中国語版）
- 台中市立僑孝国民小学（中国語版）
- 台中市立北新国民中学（中国語版）
- 大坑風景区（中国語版）
- 金谷橋
- 台中市政府警察局（中国語版）松安派出所

- 舊社公園
- 北屯僑孝国小
- 北新国中

## バス
最寄りは駅西側の「捷運松竹站（北屯路）」（舊社公園（北屯路）から改名）と駅北側の「捷運松竹站（松竹路）」（舊社公園（松竹路）から改名）となる。
台中市市区公車
- 捷運松竹站（北屯路）：

| 系統  | 区間                        | 事業者   | 備考 |
| ----- | --------------------------- | -------- | --- |
| 55    | 地方法院 - 豊原             | 豊原客運 | 全線低床バリアフリー車両。一部電動バス、一部車両は一車双機。 全停留所名に客家語表記。一部車両はWi-Fi利用可 |
| 59    | 舊社公園 - 舊正             | 統聯客運 | 全線低床バリアフリー車両。一車雙機                                                                         |
| 77    | 三角埔 - 慈済医院           | 統聯客運 | 全線低床バリアフリー車両。一車雙機                                                                         |
| 901   | 豊原（北陽二街） - 明徳高中 | 台中客運 | 豊東路経由 全線低床バリアフリー車両。多数は一車三機。停留所は客家語表記。                                  |
| 901副 | 豊原（北陽二街） - 明徳高中 | 台中客運 | 豊原大道経由 全線低床バリアフリー車両。多数は一車三機。客家語表記。                                        |

- 捷運松竹站（松竹路）：

| 系統 | 区間                    | 事業者   | 備考                               |
| ---- | ----------------------- | -------- | ---------------------------------- |
| 72   | 嶺東科技大学 - 慈済医院 | 統聯客運 | 全線低床バリアフリー車両。一車雙機 |
| 77   | 三角埔 - 慈済医院       | 統聯客運 | 全線低床バリアフリー車両。一車雙機 |

## 隣の駅
台湾鉄路管理局
台中線（山線）
頭家厝駅 - 松竹駅 - 太原駅
台中捷運
■緑線（烏日文心北屯線）
旧社駅 103 - 松竹駅 104 - 四維国小駅 105

### 註釈
1. ↑  2020年11月16日にプレ開業、中断を経て3月25日から4月23日にプレ営業再開
2. ↑  1台の車内にIC乗車カードの端末を2台備えること。
3. ↑  1台の車内にIC乗車カード端末を3台備えること